# Rolinha-jamaicana
Rolinha-jamaicana (Geotrygon versicolor) é uma espécie de ave da família Columbidae. É endémica da Jamaica. Os seus habitats naturais são: regiões subtropicais ou tropicais húmidas de alta altitude. Está ameaçada por perda de habitat.